# Darci Vargas
Darcy Sarmanho Vargas (São Borja, 12 de diciembre de 1895 - Río de Janeiro, 25 de junio de 1968) fue la esposa de Getúlio Vargas, ex presidente de Brasil, y primera dama de su país en dos períodos: 1930-1945 y 1951-1954. Antes de eso, fue la primera dama del estado brasileño Rio Grande do Sul entre 1928 y 1930. 
En su condición de primera dama, Darci Vargas fue un ejemplo y una referente para sus contemporáneas, debido a su preocupación por las cuestiones sociales y asistenciales.
Tuvieron 5 hijos: Lutero (1912-1989), Jandira, Alzira, Manuel (1916-1997) y Getúlio Vargas Filho.